# Melanie Harris Higgins
Melanie Harris Higgins é uma autoridade americana no Departamento de Estado dos Estados Unidos; no dia 18 de novembro de 2020, ela foi confirmada para ser a próxima Embaixadora dos Estados Unidos no Burundi.

## Educação
Higgins é bacharel em artes pela Johns Hopkins University e mestre em artes pela Escola Paul H. Nitze de Estudos Internacionais Avançados.

## Carreira
Higgins é membro de carreira do Serviço de Relações Externas Sénior, classe de Conselheiro. Durante as suas duas décadas de serviço, Higgins serviu como Directora e Conselheira Interina de Relações Públicas para o Escritório de Assuntos do Leste Asiático e Pacífico do Departamento de Estado. Ela também ocupou vários outros cargos no Departamento de Estado em Washington, D.C., Jacarta, Indonésia, Canberra, Austrália, e Yaounde, Camarões. Ela serviu como oficial principal do Consulado Geral dos Estados Unidos em Auckland, Nova Zelândia e foi Vice-Chefe da Missão da Embaixada dos Estados Unidos em Port Moresby, na Papua Nova Guiné. Actualmente, ela actua como Directora do Escritório de Assuntos da África Central no Departamento de Estado.

## Nomeação de embaixadora
No dia 1 de maio de 2020, o presidente Trump anunciou a sua intenção de nomear Higgins para ser a próximo embaixadora dos Estados Unidos no Burundi. Em 19 de maio de 2020, a sua indicação foi enviada ao Senado. Em 18 de novembro de 2020, a sua nomeação foi confirmada no Senado dos Estados Unidos por voto verbal. Ela fez o juramento de posse em 13 de janeiro de 2021.

## Prémios
Em 2010, ela recebeu o Sinclaire Language Award da American Foreign Service Association.

## Línguas
Higgins fala francês, indonésio e um pouco de bósnio.